# Huatarillo
Huatarillo är en ort i Mexiko.   Den ligger i kommunen Peribán och delstaten Michoacán de Ocampo, i den södra delen av landet, 300 km väster om huvudstaden Mexico City. Huatarillo ligger 1 353 meter över havet och antalet invånare är 278.
Terrängen runt Huatarillo är huvudsakligen kuperad, men åt nordväst är den platt. Runt Huatarillo är det ganska tätbefolkat, med 93 invånare per kvadratkilometer. Närmaste större samhälle är Peribán de Ramos, 6,8 km sydost om Huatarillo. Omgivningarna runt Huatarillo är en mosaik av jordbruksmark och naturlig växtlighet.